# ルドゥシュ
ルドゥシュ（ルーマニア語: Luduş）は、ルーマニアの中央部、ムレシュ県に属する町。ハンガリー語名はマロシュルダシュ（Marosludas、マロシュ川（ムレシュ川）のガチョウ の意）またはルダシュ（Ludas）で、ドイツ語名もルダシュ（Ludasch）である。県都トゥルグ・ムレシュからは南西に44kmのところに位置する。

## 歴史
1330年の文書にPlehanus de Ludasの名が見える。1377年にハンガリー貴族の間で取引が行われた。1960年に町制が敷かれた。

## 人口動静
1910年の国勢調査では、町には4632人が住んでいた。当時の民族構成は次の通り。
- ハンガリー人 - 3116人（67.27%）
- ルーマニア人 - 1385人（29.9%）[1]

1930年には5085人に漸増した。
2002年国勢調査時点での民族構成は次の通り。
- ルーマニア人 - 69.66%
- ハンガリー人 - 25.22%
- ロマ - 4.89%